# Ривальта-Бормида
Рива́льта-Бо́рмида (итал. Rivalta Bormida, пьем. Arvàuta) — коммуна в Италии, в регионе Пьемонт, подчиняется административному центру Алессандрия.
Население составляет 1452 человека (2008 г.), плотность населения — 145 чел./км². Занимает площадь 10 км². Почтовый индекс — 15010. Телефонный код — 0144.

## Демография
Динамика населения:

## Администрация коммуны
- Официальный сайт: http://www.comune.rivalta.al.it/